# Dasytrogus sinaicus
Dasytrogus sinaicus är en skalbaggsart som beskrevs av Baraud 1975. Dasytrogus sinaicus ingår i släktet Dasytrogus och familjen Melolonthidae. Inga underarter finns listade i Catalogue of Life.